# Austerlitz (État de New York)
Pour les articles homonymes, voir Austerlitz.
Austerlitz est une ville de la partie orientale du comté de Columbia, dans l'État de New York, aux États-Unis. La ville a été nommée d'après la bataille d'Austerlitz. La population était de 1 654 habitants lors du recensement de 2010.